# Deutsche Badmintonmeisterschaft
Deutsche Meisterschaften im Badminton werden in der Bundesrepublik seit 1953 ausgetragen. Neben diesen Titelkämpfen der Erwachsenen gibt es noch verschiedene Nachwuchs- und Mannschaftsmeisterschaften, Meisterschaften von Spezialorganisationen (Post, Eisenbahner, Hochschulen, Betriebssportgemeinschaften), Badmintonvarianten (Beachminton, Speedminton) sowie von Sportlern mit körperlichen Einschränkungen (Deaf Badminton, Parabadminton, Special Badminton). In der DDR fand die erste Meisterschaft für Mannschaften 1960 statt, in den Einzeldisziplinen 1961.

## Austragungsorte
| Jahr | Ort                  | Datum                        |
| ---- | -------------------- | ---------------------------- |
| 1953 | Wiesbaden            | 17.–18. Januar 1953          |
| 1954 | Bonn                 | 19.–21. Februar 1954         |
| 1955 | Düsseldorf           | 16.–17. April 1955           |
| 1956 | Kiel                 | 31. März–1. April 1956       |
| 1957 | Mainz                | 20.–21. April 1957           |
| 1958 | Hamburg              | 4.–6. April 1958             |
| 1959 | München              | 1.–3. Mai 1959               |
| 1960 | Berlin               | 15.–17. April 1960           |
| 1961 | St. Ingbert          | 1.–3. April 1961             |
| 1962 | Wiesbaden            | 27.–29. April 1962           |
| 1963 | Barsinghausen        | 19.–21. April 1963           |
| 1964 | Köln                 | 24.–26. April 1964           |
| 1965 | Frankfurt am Main    | 16.–18. April 1965           |
| 1966 | Bonn                 | 8.–10. April 1966            |
| 1967 | Böblingen            | 25.–27. März 1967            |
| 1968 | Braunschweig         | 12.–14. April 1968           |
| 1969 | Bruchsal             | 5.–7. April 1969             |
| 1970 | Mülheim an der Ruhr  | 28.–30. März 1970            |
| 1971 | Krefeld              | 10.–12. April 1971           |
| 1972 | Fellbach             | 1.–3. April 1972             |
| 1973 | Berlin               | 20.–22. April 1973           |
| 1974 | Bonn                 | 29.–31. März 1974            |
| 1975 | Ludwigsburg          | 28.–30. März 1975            |
| 1976 | Duisburg-Rheinhausen | 20.–22. Februar 1976         |
| 1977 | Braunschweig         | 18.–20. Februar 1977         |
| 1978 | Mülheim an der Ruhr  | 24.–26. Februar 1978         |
| 1979 | Oberhausen           | 16.–18. Februar 1979         |
| 1980 | Duisburg-Rheinhausen | 1.–3. Februar 1980           |
| 1981 | Duisburg-Rheinhausen | 6.–8. Februar 1981           |
| 1982 | Braunschweig         | 5.–7. Februar 1982           |
| 1983 | Oberhausen           | 4.–6. Februar 1983           |
| 1984 | Oberhausen           | 3.–5. Februar 1984           |
| 1985 | Berlin               | 1.–3. Februar 1985           |
| 1986 | Hof                  | 31. Januar – 2. Februar 1986 |
| 1987 | Oberhausen           | 30. Januar – 1. Februar 1987 |
| 1988 | Braunschweig         | 5.–7. Februar 1988           |
| 1989 | Mülheim an der Ruhr  | 3.–5. Februar 1989           |

| Saison | Ort                  | Datum                        |
| ------ | -------------------- | ---------------------------- |
| 1990   | Oberhausen           | 2.–4. Februar 1990           |
| 1991   | Duisburg-Rheinhausen | 1.–3. Februar 1991           |
| 1992   | Mülheim an der Ruhr  | 31. Januar – 2. Februar 1992 |
| 1993   | Mülheim an der Ruhr  | 5.–7. Februar 1993           |
| 1994   | Ulm                  | 3.–6. Februar 1994           |
| 1995   | Hannover             | 2.–5. Februar 1995           |
| 1996   | Hannover             | 1.–4. Februar 1996           |
| 1997   | Hannover             | 30. Januar – 2. Februar 1997 |
| 1998   | Bielefeld            | 29. Januar – 1. Februar 1998 |
| 1999   | Bielefeld            | 4.–7. Februar 1999           |
| 2000   | Bielefeld            | 3.–6. Februar 2000           |
| 2001   | Bremen               | 3.–6. Februar 2001           |
| 2002   | Bremen               | 31. Januar – 3. Februar 2002 |
| 2003   | Bielefeld            | 30. Januar – 2. Februar 2003 |
| 2004   | Bielefeld            | 29. Januar – 1. Februar 2004 |
| 2005   | Bielefeld            | 3.–6. Februar 2005           |
| 2006   | Bielefeld            | 2.–5. Februar 2006           |
| 2007   | Bielefeld            | 1.–4. Februar 2007           |
| 2008   | Bielefeld            | 31. Januar – 3. Februar 2008 |
| 2009   | Bielefeld            | 29. Januar – 1. Februar 2009 |
| 2010   | Bielefeld            | 4.–7. Februar 2010           |
| 2011   | Bielefeld            | 3.–6. Februar 2011           |
| 2012   | Bielefeld            | 2.–5. Februar 2012           |
| 2013   | Bielefeld            | 31. Januar – 3. Februar 2013 |
| 2014   | Bielefeld            | 30. Januar – 2. Februar 2014 |
| 2015   | Bielefeld            | 29. Januar – 1. Februar 2015 |
| 2016   | Bielefeld            | 4.–7. Februar 2016           |
| 2017   | Bielefeld            | 2.–5. Februar 2017           |
| 2018   | Bielefeld            | 1.–4. Februar 2018           |
| 2019   | Bielefeld            | 31. Januar – 3. Februar 2019 |
| 2020   | Bielefeld            | 30. Januar – 2. Februar 2020 |
| 2021   | Mülheim an der Ruhr  | 27.–29. August 2021          |
| 2022   | Mülheim an der Ruhr  | 28.–31. Juli 2022            |
| 2023   | Bielefeld            | 2.–5. Februar 2023           |
| 2024   | Bielefeld            | 1.–4. Februar 2024           |
| 2025   | Cloppenburg          | 30. Januar–2. Februar 2024   |
| 2026   |                      |                              |

## Die Meister
| Jahr | Herreneinzel                                 | Dameneinzel                                  | Herrendoppel                                                                     | Damendoppel                                                                          | Mixed                                                                          | Mannschaft                  |
| ---- | -------------------------------------------- | -------------------------------------------- | -------------------------------------------------------------------------------- | ------------------------------------------------------------------------------------ | ------------------------------------------------------------------------------ | --------------------------- |
| 1953 | Hans Walbrück (1. DBC Bonn)                  | Ingeborg Tietze (Kieler BC 1949)             | Hans Riegel (1. DBC Bonn) Hans Eschweiler (1. DBC Bonn)                          | Ingeborg Tietze (Kieler BC 1949) Eva Schön (Kieler BC 1949)                          | Heinz Koch (STC Blau-Weiß Solingen) Hannelore Schmidt (STC Blau-Weiß Solingen) | -                           |
| 1954 | Hans Walbrück (1. DBC Bonn)                  | Hannelore Schmidt (STC Blau-Weiß Solingen)   | Hans Walbrück (1. DBC Bonn) Günter Ropertz (1. DBC Bonn)                         | Ingeborg Tietze (Kieler BC 1949) Luise Schmitz (1. DBC Bonn)                         | Hans Riegel (1. DBC Bonn) Luise Schmitz (1. DBC Bonn)                          | -                           |
| 1955 | Günter Ropertz (1. DBC Bonn)                 | Hannelore Schmidt (STC Blau-Weiß Solingen)   | Hans Eschweiler (1. DBC Bonn) Günter Ropertz (1. DBC Bonn)                       | Erna Wüsthoff (Ohligser TV) Irmgard Ehle (Ohligser TV)                               | Hans Riegel (1. DBC Bonn) Luise Schmitz (1. DBC Bonn)                          | -                           |
| 1956 | Günter Ropertz (1. DBC Bonn)                 | Hannelore Schmidt (STC Blau-Weiß Solingen)   | Heinz Koch (STC Blau-Weiß Solingen) Kurt Veller (STC Blau-Weiß Solingen)         | Gisela Ellermann (STC Blau-Weiß Solingen) Hannelore Schmidt (STC Blau-Weiß Solingen) | Heinz Koch (STC Blau-Weiß Solingen) Hannelore Schmidt (STC Blau-Weiß Solingen) | -                           |
| 1957 | Ralf Caspary (1. DBC Bonn)                   | Hannelore Schmidt (STC Blau-Weiß Solingen)   | Hans Eschweiler (1. DBC Bonn) Günter Ropertz (1. DBC Bonn)                       | Gisela Ellermann (STC Blau-Weiß Solingen) Hannelore Schmidt (STC Blau-Weiß Solingen) | Hans Eschweiler (1. DBC Bonn) Erna Wüsthoff (Ohligser TV)                      | 1. DBC Bonn                 |
| 1958 | Walter Stuch (1. DBC Bonn)                   | Hannelore Schmidt (STC Blau-Weiß Solingen)   | Konrad Hapke (Merscheider TV) Klaus Dültgen (Merscheider TV)                     | Gisela Ellermann (STC Blau-Weiß Solingen) Hannelore Schmidt (STC Blau-Weiß Solingen) | Heinz Koch (STC Blau-Weiß Solingen) Hannelore Schmidt (STC Blau-Weiß Solingen) | STC Blau-Weiß Solingen      |
| 1959 | Peter Knack (Biebricher BC)                  | Hannelore Schmidt (STC Blau-Weiß Solingen)   | Dieter Schramm (BC Düsseldorf) Eckart Paatsch (BC Düsseldorf)                    | Anneli Hennen (VfB Lübeck) Bärbel Riekermann (VfB Lübeck)                            | Konrad Hapke (Merscheider TV) Gisela Ellermann (STC Blau-Weiß Solingen)        | 1. DBC Bonn                 |
| 1960 | Ralf Caspary (1. DBC Bonn)                   | Hannelore Schmidt (STC Blau-Weiß Solingen)   | Dieter Schramm (BC Düsseldorf) Klaus Dültgen (Merscheider TV)                    | Ute Melcher (BC Düsseldorf) Irmgard Latz (Krefelder BC)                              | Dieter Schramm (BC Düsseldorf) Ute Melcher (BC Düsseldorf)                     | 1. DBC Bonn                 |
| 1961 | Jens Wientapper (Hamburger FC 55)            | Irmgard Latz (Krefelder BC)                  | Jürgen Jipp (VfB Lübeck) Manfred Puck (VfB Lübeck)                               | Anneli Hennen (VfB Lübeck) Bärbel Riekermann (VfB Lübeck)                            | Dieter Schramm (BC Düsseldorf) Ute Melcher (BC Düsseldorf)                     | 1. DBC Bonn                 |
| 1962 | Kurt Jendroska (1. BSC Bottrop)              | Irmgard Latz (Krefelder BC)                  | Klaus Dültgen (Merscheider TV) Konrad Hapke (Merscheider TV)                     | Hannelore Schmidt (STC Blau-Weiß Solingen) Irmgard Latz (Krefelder BC)               | Manfred Puck (VfB Lübeck) Annegret Böhme (VfB Lübeck)                          | MTV München von 1879        |
| 1963 | Wolfgang Bochow (SG Blau-Gold Braunschweig)  | Irmgard Latz (Krefelder BC)                  | Peter Birtel (VfL Bochum) Friedhelm Wulff (VfL Bochum)                           | Gerda Schumacher (1. DBC Bonn) Marlies Langenbrinck (Kölner FC Blau-Gold)            | Günter Ledderhos (MTV München von 1879) Anke Witten (MTV München von 1879)     | VfB Lübeck                  |
| 1964 | Wolfgang Bochow (SG Blau-Gold Braunschweig)  | Irmgard Latz (Krefelder BC)                  | Peter Birtel (VfL Bochum) Friedhelm Wulff (VfL Bochum)                           | Heidi Reuß (TSV Neuhausen-Nymphenburg) Edeltraud Hefter (TSV Neuhausen-Nymphenburg)  | Helmut Neuz (TSG Augsburg 85) Ingeborg Abbt (TSG Augsburg 85)                  | MTV München von 1879        |
| 1965 | Franz Beinvogl (MTV München von 1879)        | Irmgard Latz (Krefelder BC)                  | Klaus-Dieter Framke (1. Wiesbadener BC) Manfred Fulle (1. Wiesbadener BC)        | Irmgard Latz (Krefelder BC) Gerda Schumacher (1. DBC Bonn)                           | Siegfried Betz (MTV München von 1879) Anke Witten (MTV München von 1879)       | MTV München von 1879        |
| 1966 | Wolfgang Bochow (1. DBC Bonn)                | Irmgard Latz (1. DBC Bonn)                   | Wolfgang Bochow (1. DBC Bonn) Friedhelm Wulff (VfL Bochum)                       | Irmgard Latz (1. DBC Bonn) Gerda Schumacher (1. DBC Bonn)                            | Friedhelm Wulff (VfL Bochum) Margarete Burkhardt (VfL Bochum)                  | MTV München von 1879        |
| 1967 | Wolfgang Bochow (1. DBC Bonn)                | Marieluise Wackerow (1. BC Beuel)            | Wolfgang Bochow (1. DBC Bonn) Friedhelm Wulff (VfL Bochum)                       | Marieluise Wackerow (1. BC Beuel) Lore Hawig (1. BC Beuel)                           | Hans-Dietrich Emmers (Merscheider TV) Karin Dittberner (1. BV Mülheim)         | MTV München von 1879        |
| 1968 | Wolfgang Bochow (1. DBC Bonn)                | Irmgard Latz (1. DBC Bonn)                   | Franz Beinvogl (MTV München von 1879) Willi Braun (VfL Wolfsburg)                | Irmgard Latz (1. DBC Bonn) Gerda Schumacher (1. DBC Bonn)                            | Wolfgang Bochow (1. DBC Bonn) Irmgard Latz (1. DBC Bonn)                       | 1. BV Mülheim               |
| 1969 | Siegfried Betz (MTV München von 1879)        | Marieluise Wackerow (1. BC Beuel)            | Gerhard Kucki (1. BV Mülheim) Horst Lösche (1. BV Mülheim)                       | Marieluise Wackerow (1. BC Beuel) Gudrun Ziebold (1. BC Beuel)                       | Roland Maywald (1. BC Beuel) Karin Dittberner (1. BV Mülheim)                  | 1. BV Mülheim               |
| 1970 | Wolfgang Bochow (1. DBC Bonn)                | Marieluise Wackerow (1. BC Beuel)            | Siegfried Betz (MTV München von 1879) Torsten Winter (PSV Grün-Weiß Wiesbaden)   | Marieluise Wackerow (1. BC Beuel) Gudrun Ziebold (1. BC Beuel)                       | Wolfgang Bochow (1. DBC Bonn) Irmgard Latz (1. DBC Bonn)                       | 1. BV Mülheim               |
| 1971 | Gerhard Kucki (1. BV Mülheim)                | Irmgard Latz (FC Bayer 05 Uerdingen)         | Gerhard Kucki (1. BV Mülheim) Karl-Heinz Garbers (1. BV Mülheim)                 | Karin Dittberner (1. BV Mülheim) Karin Schäfer (1. BV Mülheim)                       | Gerhard Kucki (1. BV Mülheim) Karin Dittberner (1. BV Mülheim)                 | 1. BV Mülheim               |
| 1972 | Wolfgang Bochow (1. DBC Bonn)                | Brigitte Steden (VfL Bochum)                 | Gerhard Kucki (1. BV Mülheim) Karl-Heinz Garbers (1. BV Mülheim)                 | Karin Dittberner (1. BV Mülheim) Marieluise Wackerow (1. BC Beuel)                   | Wolfgang Bochow (1. DBC Bonn) Marieluise Wackerow (1. BC Beuel)                | 1. BV Mülheim               |
| 1973 | Michael Schnaase (SC Union 08 Lüdinghausen)  | Irmgard Latz (FC Bayer 05 Uerdingen)         | Gerhard Kucki (1. BV Mülheim) Karl-Heinz Garbers (1. BV Mülheim)                 | Brigitte Steden (VfL Bochum) Marieluise Wackerow (1. BC Beuel)                       | Horst Lösche (1. BV Mülheim) Irmgard Latz (FC Bayer 05 Uerdingen)              | 1. BV Mülheim               |
| 1974 | Roland Maywald (1. BC Beuel)                 | Brigitte Steden (VfL Bochum)                 | Willi Braun (VfL Wolfsburg) Roland Maywald (1. BC Beuel)                         | Brigitte Steden (VfL Bochum) Marieluise Wackerow (1. BC Beuel)                       | Wolfgang Bochow (1. DBC Bonn) Marieluise Wackerow (1. BC Beuel)                | 1. BV Mülheim               |
| 1975 | Wolfgang Bochow (1. DBC Bonn)                | Gudrun Ziebold (Merscheider TV)              | Willi Braun (VfL Wolfsburg) Roland Maywald (1. BC Beuel)                         | Brigitte Steden (VfL Bochum) Marieluise Wackerow (1. BC Beuel)                       | Roland Maywald (1. BC Beuel) Brigitte Steden (VfL Bochum)                      | 1. BV Mülheim               |
| 1976 | Michael Schnaase (SC Union 08 Lüdinghausen)  | Marieluise Wackerow (1. BC Beuel)            | Willi Braun (VfL Wolfsburg) Roland Maywald (1. BC Beuel)                         | Eva-Maria Kranz (1. BC Beuel) Marieluise Wackerow (1. BC Beuel)                      | Wolfgang Bochow (1. DBC Bonn) Marieluise Wackerow (1. BC Beuel)                | 1. BV Mülheim               |
| 1977 | Michael Schnaase (1. BV Mülheim)             | Brigitte Steden (OSC 04 Rheinhausen)         | Willi Braun (VfL Wolfsburg) Roland Maywald (1. BC Beuel)                         | Eva-Maria Kranz (1. BC Beuel) Brigitte Steden (OSC 04 Rheinhausen)                   | Roland Maywald (1. BC Beuel) Brigitte Steden (OSC 04 Rheinhausen)              | 1. BV Mülheim               |
| 1978 | Michael Schnaase (1. BV Mülheim)             | Eva-Maria Zwiebler (1. BC Beuel)             | Roland Maywald (1. BC Beuel) Karl-Heinz Zwiebler (1. BC Beuel)                   | Karin Dittberner (1. BV Mülheim) Vera Martini (TuS Wiebelskirchen)                   | Roland Maywald (1. BC Beuel) Marieluise Wackerow (1. BC Beuel)                 | 1. BV Mülheim               |
| 1979 | Michael Schnaase (1. BV Mülheim)             | Eva-Maria Zwiebler (1. BC Beuel)             | Bernd Wessels (STC Blau-Weiß Solingen) Ulrich Rost (STC Blau-Weiß Solingen)      | Eva-Maria Kranz (1. BC Beuel) Vera Martini (TuS Wiebelskirchen)                      | Michael Schnaase (1. BV Mülheim) Ingrid Morsch (VfL Wolfsburg)                 | 1. BV Mülheim               |
| 1980 | Michael Schnaase (1. BV Mülheim)             | Marie-Luise Schulta (1. BV Mülheim)          | Roland Maywald (1. BC Beuel) Karl-Heinz Zwiebler (1. BC Beuel)                   | Brigitte Steden (TSV Glinde) Elke Weber (VfL Wolfsburg)                              | Roland Maywald (1. BC Beuel) Marieluise Wackerow (1. BC Beuel)                 | 1. BV Mülheim               |
| 1981 | Michael Schnaase (1. BV Mülheim)             | Kirsten Schmieder (OSC 04 Rheinhausen)       | Roland Maywald (1. BC Beuel) Karl-Heinz Zwiebler (1. BC Beuel)                   | Brigitte Steden (TSV Glinde) Elke Weber (VfL Wolfsburg)                              | Horst Lösche (1. BV Mülheim) Vera Martini (TuS Wiebelskirchen)                 | 1. BC Beuel                 |
| 1982 | Uwe Scherpen (FC Langenfeld)                 | Kirsten Schmieder (OSC 04 Rheinhausen)       | Thomas Künstler (TV Mainz-Zahlbach) Stefan Frey (TV Mainz-Zahlbach)              | Brigitte Steden (TSV Glinde) Kirsten Schmieder (OSC 04 Rheinhausen)                  | Harald Klauer (1. DBC Bonn) Ingrid Morsch (STC Blau-Weiß Solingen)             | 1. BC Beuel                 |
| 1983 | Thomas Künstler (TV Mainz-Zahlbach)          | Eva-Maria Zwiebler (1. DBC Bonn)             | Harald Klauer (1. DBC Bonn) Gerhard Treitinger (1. DBC Bonn)                     | Kirsten Schmieder (OSC 04 Rheinhausen) Petra Dieris-Wierichs (FC Bayer 05 Uerdingen) | Harald Klauer (1. DBC Bonn) Ingrid Morsch (STC Blau-Weiß Solingen)             | 1. DBC Bonn                 |
| 1984 | Thomas Künstler (TV Mainz-Zahlbach)          | Heidi Krickhaus (STC Blau-Weiß Solingen)     | Roland Maywald (1. BC Beuel) Karl-Heinz Zwiebler (1. BC Beuel)                   | Kirsten Schmieder (OSC 04 Rheinhausen) Petra Dieris-Wierichs (FC Bayer 05 Uerdingen) | Stefan Frey (TV Mainz-Zahlbach) Mechtild Hagemann (TV Mainz-Zahlbach)          | OSC 04 Rheinhausen          |
| 1985 | Thomas Künstler (TV Mainz-Zahlbach)          | Kirsten Schmieder (OSC 04 Rheinhausen)       | Thomas Künstler (TV Mainz-Zahlbach) Stefan Frey (TV Mainz-Zahlbach)              | Mechtild Hagemann (TV Mainz-Zahlbach) Cathrin Hoppe (VfL Wolfsburg)                  | Harald Klauer (1. DBC Bonn) Kirsten Schmieder (OSC 04 Rheinhausen)             | TV Mainz-Zahlbach           |
| 1986 | Uwe Scherpen (FC Langenfeld)                 | Kirsten Schmieder (OSC 04 Rheinhausen)       | Thomas Künstler (TV Mainz-Zahlbach) Stefan Frey (TV Mainz-Zahlbach)              | Kirsten Schmieder (OSC 04 Rheinhausen) Katrin Schmidt (1. PBC Neustadt)              | Stefan Frey (TV Mainz-Zahlbach) Mechtild Hagemann (TV Mainz-Zahlbach)          | TV Mainz-Zahlbach           |
| 1987 | Guido Schänzler (TTC Brauweiler 1948)        | Katrin Schmidt (TuS Wiebelskirchen)          | Thomas Künstler (TV Mainz-Zahlbach) Stefan Frey (TV Mainz-Zahlbach)              | Kirsten Schmieder (TTC Brauweiler 1948) Petra Dieris-Wierichs (TTC Brauweiler 1948)  | Volker Eiber (TuS Wiebelskirchen) Katrin Schmidt (TuS Wiebelskirchen)          | TV Mainz-Zahlbach           |
| 1988 | Guido Schänzler (TTC Brauweiler 1948)        | Katrin Schmidt (TuS Wiebelskirchen)          | Stephan Kuhl (FC Langenfeld) Uwe Scherpen (FC Langenfeld)                        | Kirsten Schmieder (TTC Brauweiler 1948) Katrin Schmidt (TuS Wiebelskirchen)          | Ralf Rausch (FC Bayer 05 Uerdingen) Christine Skropke (FC Bayer 05 Uerdingen)  | 1. DBC Bonn                 |
| 1989 | Guido Schänzler (TTC Brauweiler 1948)        | Katrin Schmidt (TuS Wiebelskirchen)          | Harald Klauer (1. DBC Bonn) Ralf Rausch (FC Bayer 05 Uerdingen)                  | Kirsten Schmieder (FC Langenfeld) Katrin Schmidt (TuS Wiebelskirchen)                | Volker Eiber (TuS Wiebelskirchen) Katrin Schmidt (TuS Wiebelskirchen)          | FC Langenfeld               |
| 1990 | Volker Renzelmann (TTC Brauweiler 1948)      | Katrin Schmidt (TuS Wiebelskirchen)          | Stephan Kuhl (FC Langenfeld) Markus Keck (SV Fortuna Regensburg)                 | Nicole Baldewein (OSC Düsseldorf) Kerstin Ubben (FC Langenfeld)                      | Michael Keck (SV Fortuna Regensburg) Anne-Katrin Seid (SV Fortuna Regensburg)  | SV Fortuna Regensburg       |
| 1991 | Henner Sudfeld (BC Eintracht Südring Berlin) | Katrin Schmidt (TuS Wiebelskirchen)          | Volker Eiber (FC Bayer 05 Uerdingen) Ralf Rausch (FC Bayer 05 Uerdingen)         | Nicole Baldewein (OSC Düsseldorf) Kerstin Ubben (FC Langenfeld)                      | Michael Keck (SV Fortuna Regensburg) Anne-Katrin Seid (SV Fortuna Regensburg)  | TuS Wiebelskirchen          |
| 1992 | Detlef Poste (TTC Brauweiler 1948)           | Kerstin Ubben (BC Eintracht Südring Berlin)  | Stephan Kuhl (BC Eintracht Südring Berlin) Stefan Frey (TV Mainz-Zahlbach)       | Nicole Baldewein (OSC Düsseldorf) Kerstin Ubben (BC Eintracht Südring Berlin)        | Uwe Ossenbrink (TuS Wiebelskirchen) Katrin Schmidt (TuS Wiebelskirchen)        | TuS Wiebelskirchen          |
| 1993 | Oliver Pongratz (FC Langenfeld)              | Andrea Findhammer (FC Langenfeld)            | Michael Keck (SV Fortuna Regensburg) Uwe Ossenbrink (Wiebelskirchen)             | Sandra Beißel (TTC Brauweiler 1948) Nicole Grether (SSV Heiligenwald)                | Michael Keck (SV Fortuna Regensburg) Karen Stechmann (FC Langenfeld)           | FC Bayer 05 Uerdingen       |
| 1994 | Oliver Pongratz (FC Langenfeld)              | Nicole Baldewein (OSC Düsseldorf)            | Uwe Ossenbrink (TuS Wiebelskirchen) Kai Mitteldorf (FC Bayer 05 Uerdingen)       | Nicole Baldewein (OSC Düsseldorf) Karen Stechmann (FC Langenfeld)                    | Michael Keck (FC Langenfeld) Karen Stechmann (FC Langenfeld)                   | FC Bayer 05 Uerdingen       |
| 1995 | Oliver Pongratz (FC Langenfeld)              | Heike Schönharting (PSV Grün-Weiß Wiesbaden) | Michael Helber (SV Fortuna Regensburg) Michael Keck (SSV Heiligenwald)           | Katrin Schmidt (TuS Wiebelskirchen) Kerstin Ubben (OSC Düsseldorf)                   | Michael Keck (SSV Heiligenwald) Karen Stechmann (FC Langenfeld)                | FC Bayer 05 Uerdingen       |
| 1996 | Oliver Pongratz (FC Langenfeld)              | Heike Schönharting (PSV Grün-Weiß Wiesbaden) | Michael Helber (SV Fortuna Regensburg) Michael Keck (SSV Heiligenwald)           | Katrin Schmidt (TuS Wiebelskirchen) Kerstin Ubben (OSC Düsseldorf)                   | Michael Keck (SSV Heiligenwald) Karen Stechmann (FC Langenfeld)                | SSV Heiligenwald            |
| 1997 | Oliver Pongratz (FC Langenfeld)              | Nicole Grether (SC Bayer 05 Uerdingen)       | Michael Helber (SV Fortuna Regensburg) Björn Siegemund (SV Fortuna Regensburg)   | Katrin Schmidt (TuS Wiebelskirchen) Kerstin Ubben (VfL 93 Hamburg)                   | Björn Siegemund (SV Fortuna Regensburg) Katrin Schmidt (TuS Wiebelskirchen)    | BC Eintracht Südring Berlin |
| 1998 | Oliver Pongratz (FC Langenfeld)              | Katja Michalowsky (SSV Heiligenwald)         | Michael Helber (SV Fortuna Regensburg) Björn Siegemund (SV Fortuna Regensburg)   | Karen Stechmann (FC Langenfeld) Kerstin Ubben (VfL 93 Hamburg)                       | Stephan Kuhl (SC Bayer 05 Uerdingen) Nicol Pitro (SV Fortuna Regensburg)       | SC Bayer 05 Uerdingen       |
| 1999 | Oliver Pongratz (Berliner SC)                | Heike Schönharting (SG Anspach)              | Michael Helber Björn Siegemund (SV Fortuna Regensburg)                           | Nicole Grether (SC Bayer 05 Uerdingen) Karen Stechmann (FC Langenfeld)               | Björn Siegemund (SV Fortuna Regensburg) Karen Stechmann (FC Langenfeld)        | BC Eintracht Südring Berlin |
| 2000 | Björn Joppien (FC Langenfeld)                | Katja Michalowsky (TuS Wiebelskirchen)       | Christian Mohr (FC Langenfeld) Joachim Tesche (TuS Wiebelskirchen)               | Nicol Pitro (SV Fortuna Regensburg) Anika Sietz (PSV Grün-Weiß Wiesbaden)            | Christian Mohr (FC Langenfeld) Anne Hönscheid (TTC Brauweiler 1948)            | BC Eintracht Südring Berlin |
| 2001 | Björn Joppien (FC Langenfeld)                | Nicole Grether (SC Bayer 05 Uerdingen)       | Thomas Tesche (1. BC Bischmisheim) Kristof Hopp (BC Eintracht Südring Berlin)    | Nicole Grether (SC Bayer 05 Uerdingen) Nicol Pitro (VfB Friedrichshafen)             | Björn Siegemund (SV Fortuna Regensburg) Nicol Pitro (VfB Friedrichshafen)      | BC Eintracht Südring Berlin |
| 2002 | Björn Joppien (FC Langenfeld)                | Petra Overzier (TTC Brauweiler 1948)         | Thomas Tesche (1. BC Bischmisheim) Kristof Hopp (BC Eintracht Südring Berlin)    | Nicole Grether (SC Bayer 05 Uerdingen) Nicol Pitro (VfB Friedrichshafen)             | Björn Siegemund (SV Fortuna Regensburg) Nicol Pitro (VfB Friedrichshafen)      | SC Bayer 05 Uerdingen       |
| 2003 | Björn Joppien (FC Langenfeld)                | Petra Overzier (TTC Brauweiler 1948)         | Björn Siegemund (VfB Friedrichshafen) Ingo Kindervater (VfB Friedrichshafen)     | Carina Mette (Bottroper BG) Kathrin Piotrowski (FC Langenfeld)                       | Kristof Hopp (SC Bayer 05 Uerdingen) Kathrin Piotrowski (FC Langenfeld)        | SC Bayer 05 Uerdingen       |
| 2004 | Björn Joppien (FC Langenfeld)                | Xu Huaiwen (1. BC Bischmisheim)              | Björn Siegemund (VfB Friedrichshafen) Ingo Kindervater (TuS Wiebelskirchen)      | Juliane Schenk (SC Union 08 Lüdinghausen) Nicole Grether (EBT Berlin)                | Björn Siegemund (SV Fortuna Regensburg) Nicol Pitro (VfB Friedrichshafen)      | FC Langenfeld               |
| 2005 | Marc Zwiebler (1. BC Beuel)                  | Xu Huaiwen (1. BC Bischmisheim)              | Kristof Hopp (1. BC Bischmisheim) Ingo Kindervater (TuS Wiebelskirchen)          | Juliane Schenk (SC Union 08 Lüdinghausen) Nicole Grether (EBT Berlin)                | Ingo Kindervater (TuS Wiebelskirchen) Kathrin Piotrowski (FC Langenfeld)       | 1. BC Beuel                 |
| 2006 | Björn Joppien (FC Langenfeld)                | Xu Huaiwen (1. BC Bischmisheim)              | Kristof Hopp (1. BC Bischmisheim) Ingo Kindervater (1. BC Beuel)                 | Juliane Schenk (SG EBT Berlin) Nicole Grether (SG EBT Berlin)                        | Ingo Kindervater (1. BC Beuel) Kathrin Piotrowski (1. BC Bischmisheim)         | 1. BC Bischmisheim          |
| 2007 | Björn Joppien (FC Langenfeld)                | Xu Huaiwen (1. BC Bischmisheim)              | Michael Fuchs (1. BC Bischmisheim) Roman Spitko (TuS Wiebelskirchen)             | Juliane Schenk (SG EBT Berlin) Nicole Grether (SG EBT Berlin)                        | Tim Dettmann (SG EBT Berlin) Annekatrin Lillie (BW Wittorf)                    | 1. BC Bischmisheim          |
| 2008 | Marc Zwiebler (1. BC Beuel)                  | Xu Huaiwen (1. BC Bischmisheim)              | Michael Fuchs (1. BC Bischmisheim) Roman Spitko (1. BC Bischmisheim)             | Birgit Overzier (1. BC Beuel) Carina Mette (SC Union 08 Lüdinghausen)                | Ingo Kindervater (1. BC Beuel) Kathrin Piotrowski (BV Wesel Rot-Weiss)         | 1. BC Bischmisheim          |
| 2009 | Marc Zwiebler (1. BC Beuel)                  | Juliane Schenk (SG EBT Berlin)               | Kristof Hopp (1. BC Bischmisheim) Johannes Schöttler (SG EBT Berlin)             | Sandra Marinello (1. BC Düren) Birgit Overzier (1. BC Beuel)                         | Michael Fuchs (1. BC Bischmisheim) Annekatrin Lillie (BW Wittorf)              | 1. BC Bischmisheim          |
| 2010 | Marc Zwiebler (1. BC Beuel)                  | Juliane Schenk (SG EBT Berlin)               | Kristof Hopp Johannes Schöttler (1. BC Bischmisheim)                             | Sandra Marinello (1. BC Düren) Birgit Overzier (1. BC Beuel)                         | Ingo Kindervater (1. BC Beuel) Birgit Overzier (1. BC Beuel)                   | 1. BC Bischmisheim          |
| 2011 | Marc Zwiebler (1. BC Beuel)                  | Juliane Schenk (SG EBT Berlin)               | Ingo Kindervater (1. BC Beuel) Johannes Schöttler (1. BC Bischmisheim)           | Sandra Marinello (1. BC Düren) Birgit Michels (1. BC Beuel)                          | Michael Fuchs (1. BC Bischmisheim) Birgit Michels (1. BC Beuel)                | SG EBT Berlin               |
| 2012 | Marc Zwiebler (1. BC Beuel)                  | Olga Konon (1. BC Bischmisheim)              | Ingo Kindervater (1. BC Beuel) Johannes Schöttler (1. BC Bischmisheim)           | Sandra Marinello (1. BC Düren) Birgit Michels (1. BC Beuel)                          | Michael Fuchs (1. BC Bischmisheim) Birgit Michels (1. BC Beuel)                | SG EBT Berlin               |
| 2013 | Marc Zwiebler (1. BC Beuel)                  | Fabienne Deprez (FC Langenfeld)              | Ingo Kindervater (1. BC Beuel) Johannes Schöttler (1. BC Bischmisheim)           | Johanna Goliszewski (1. BV Mülheim) Birgit Michels (1. BC Beuel)                     | Michael Fuchs (1. BC Bischmisheim) Birgit Michels (1. BC Beuel)                | SG EBT Berlin               |
| 2014 | Lukas Schmidt (1. BC Bischmisheim)           | Karin Schnaase (SC Union 08 Lüdinghausen)    | Michael Fuchs Johannes Schöttler (1. BC Bischmisheim)                            | Johanna Goliszewski (1. BV Mülheim) Birgit Michels (1. BC Beuel)                     | Michael Fuchs (1. BC Bischmisheim) Birgit Michels (1. BC Beuel)                | SC Union 08 Lüdinghausen    |
| 2015 | Marc Zwiebler (1. BC Bischmisheim)           | Olga Konon (1. BC Bischmisheim)              | Max Schwenger (TV Refrath) Josche Zurwonne (SC Union 08 Lüdinghausen)            | Johanna Goliszewski (1. BV Mülheim) Carla Nelte (TV Refrath)                         | Michael Fuchs (1. BC Bischmisheim) Birgit Michels (1. BC Beuel)                | 1. BC Bischmisheim          |
| 2016 | Marc Zwiebler (1. BC Bischmisheim)           | Olga Konon (1. BC Bischmisheim)              | Raphael Beck (1. BC Beuel) Peter Käsbauer (1. BC Bischmisheim)                   | Johanna Goliszewski (1. BV Mülheim) Carla Nelte (TV Refrath)                         | Mark Lamsfuß (1. BC Wipperfeld) Isabel Herttrich (1. BC Bischmisheim)          | 1. BC Bischmisheim          |
| 2017 | Fabian Roth (TV Refrath)                     | Luise Heim (1. BC Beuel)                     | Raphael Beck (1. BC Beuel) Peter Käsbauer (1. BC Bischmisheim)                   | Isabel Herttrich (1. BC Bischmisheim) Carla Nelte (TV Refrath)                       | Raphael Beck (1. BC Beuel) Carla Nelte (TV Refrath)                            | TV Refrath                  |
| 2018 | Max Weißkirchen (1. BC Beuel)                | Luise Heim (1. BC Beuel)                     | Josche Zurwonne (SC Union 08 Lüdinghausen) Jones Ralfy Jansen (1. BC Wipperfeld) | Isabel Herttrich (1. BC Bischmisheim) Carla Nelte (TV Refrath)                       | Peter Käsbauer (1. BC Bischmisheim) Olga Konon (1. BC Bischmisheim)            | 1. BC Bischmisheim          |
| 2019 | Max Weißkirchen (1. BC Beuel)                | Yvonne Li (SC Union 08 Lüdinghausen)         | Marvin Seidel (1. BC Bischmisheim) Max Weißkirchen (1. BC Beuel)                 | Linda Efler (SC Union 08 Lüdinghausen) Isabel Herttrich (1. BC Bischmisheim)         | Marvin Seidel (1. BC Bischmisheim) Linda Efler (SC Union 08 Lüdinghausen)      | 1. BC Bischmisheim          |
| 2020 | Max Weißkirchen (1. BC Beuel)                | Yvonne Li (SC Union 08 Lüdinghausen)         | Bjarne Geiss (BW Wittorf) Jan Colin Völker (TV Refrath)                          | Linda Efler (SC Union 08 Lüdinghausen) Yvonne Li (SC Union 08 Lüdinghausen)          | Jones Ralfy Jansen (1. BC Wipperfeld) Kilasu Ostermeyer (TV Refrath)           | kein Meister                |
| 2021 | Kai Schäfer (SV Fun-Ball Dortelweil)         | Yvonne Li (SC Union 08 Lüdinghausen)         | Jones Ralfy Jansen (1. BC Wipperfeld) Jan Colin Völker (TV Refrath)              | Linda Efler (SC Union 08 Lüdinghausen) Isabel Herttrich (1. BC Bischmisheim)         | Mark Lamsfuß (1. BC Wipperfeld) Isabel Herttrich (1. BC Bischmisheim)          | 1. BC Bischmisheim          |
| 2022 | Kai Schäfer (SV Fun-Ball Dortelweil)         | Yvonne Li (SV Fun-Ball Dortelweil)           | Jones Ralfy Jansen (1. BC Wipperfeld) Jan Colin Völker (TV Refrath)              | Stine Küspert (1. BC Bischmisheim) Emma Moszczynski (SV Fun-Ball Dortelweil)         | Bjarne Geiss (Blau-Weiss Wittorf) Emma Moszczynski (SV Fun-Ball Dortelweil)    | 1. BC Wipperfeld            |
| 2023 | Matthias Kicklitz (Blau-Weiss Wittorf)       | Yvonne Li (SV Fun-Ball Dortelweil)           | Mark Lamsfuß (1. BC Wipperfeld) Marvin Seidel (1. BC Wipperfeld)                 | Leona Michalski (TV Refrath) Franziska Volkmann (Blau-Weiss Wittorf)                 | Patrick Scheiel (Blau-Weiss Wittorf) Franziska Volkmann (Blau-Weiss Wittorf)   | 1. BC Bischmisheim          |
| 2024 | Matthias Kicklitz (Blau-Weiss Wittorf)       | Yvonne Li (SV Fun-Ball Dortelweil)           | Bjarne Geiss (Blau-Weiss Wittorf) Jan Colin Völker (TV Refrath)                  | Julia Meyer (TV Refrath) Leona Michalski (TV Refrath)                                | Matthias Kicklitz (Blau-Weiss Wittorf) Yvonne Li (SV Fun-Ball Dortelweil)      | SV Fun-Ball Dortelweil      |
| 2025 | Fabian Roth                                  | Brid Stepper                                 | Daniel Hess Marvin Seidel                                                        | Leona Michalski Thuc Phuong Nguyen                                                   | Jan Colin Völker Franziska Volkmann                                            | SV Fun-Ball Dortelweil      |